# Bagram
Bagrām, también llamada Begram y antiguamente Kapici o Kapisa, es una antigua ciudad de Afganistán situada a unos 60 km al nornoroeste de Kabul. Está situada en la conjunción de los valles de los ríos Ghorband y Panjshīr, cerca de la ciudad de Charikar. Fue un punto de paso obligado hacia la India por la Ruta de la Seda, hacia Kabul y Bamiyán, famosa por sus Budas gigantes.

## Orígenes

Alejandría del Cáucaso estaba localizada en el sur de Bactriana, en la cordillera del Hindú Kush.

La ciudad fue destruida por Ciro II, restaurada por Darío I y recibió el nombre de Kapisa;posteriormente refundada, fortificada y reconstruida por Alejandro Magno, en las estribaciones meridionales de la cordillera del Hindú Kush, en el territorio de los paropamisades. La colonia recibió el nombre de Alejandría del Cáucaso (o Alejandría Paropamisos). Alejandro la pobló con 7000 macedonios, 3000 mercenarios y miles de nativos, o con 7000 nativos y 3000 no combatientes y una cantidad indetermidada de mercenarios, en marzo de 329 a. C. Construyó fuertes a los pies del Hindú Kush, que remplazaron a los que levantó en el mismo lugar Ciro II (c. 500 a. C.)

## Capital indogriega
Alejandría del Cáucaso fue una de las capitales del Reino Grecobactriano (180 a. C.-10). Durante el reinado de Menandro I de Bactria, la ciudad tuvo una próspera comunidad budista, al cargo de monjes griegos. 
En la literatura budista, el monje budista yona, Mahadhammarakkhita (sánscrito Mahadharmaraksita), se dice que vino de “Alasandra” (se cree que podría referirse a Alejandría del Cáucaso) con 30 000 monjes para la ceremonia fundacional del Maha Thupa (gran estupa) de Anuradhapura, en Sri Lanka:

De Alasanda, la ciudad de los yonas, vino el mayor de ellos, Mahadhammarakkhita, con tres mil bhikkhus.
Mahavansha xxix.

La divinidad de la ciudad parece haber sido Zeus, como sugiere una moneda de plata del rey grecobactriano Eucrátides I (170-145 a. C.), con la siguiente leyenda, que menciona a Alejandría/ Kapisa:
- en el anverso, junto a su busto, aparece inscrito BASILEOS MEGALOY EUKRATIDOY «Gran Rey Eucrátides»
- en el reverso figura la divinidad de Kapisa con una palma en la mano izquierda, probablemente Zeus, extendiendo una corona sobre la cabeza de un pequeño elefante. Y la siguiente leyenda escrita en alfabeto kharoṣṭhī: KAVISIYE NAGARA DEVATA «Divinidad de la ciudad de Kapisa».

La ciudad estaba amurallada con ladrillos, y reforzada con torres. La calle central tenía tiendas y talleres.

## El tesoro de Bagram

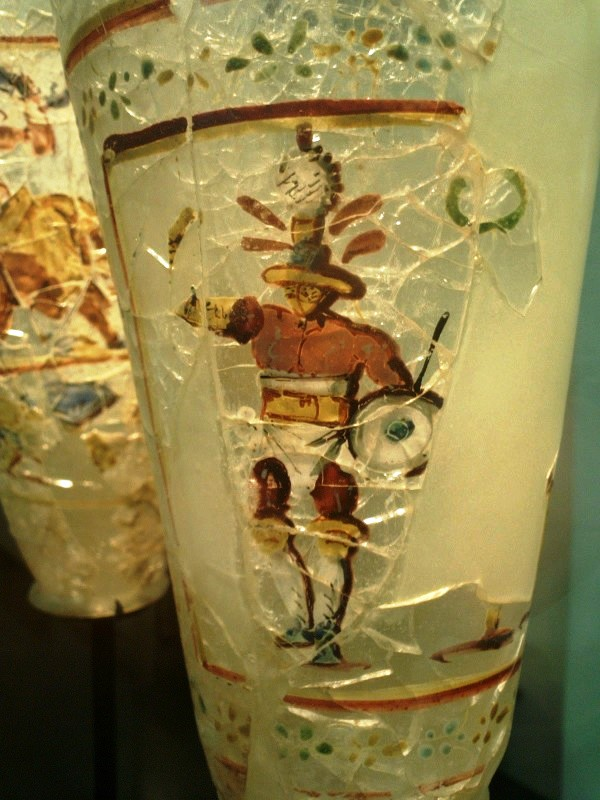
Gladiador grecorromano, Bagram,.

Begram (Kapisa) se convirtió en la capital de verano del Imperio kushán en el siglo I.  
El emperador Kanishka construyó muchos edificios en la ciudad. En la construcción de los palacios se incluyeron tesoros, del periodo de dicho emperador: taburetes chapados de marfil de origen indio, cajas barnizadas de la dinastía china Han, estatuas con motivos helenísticos, moldes de estuco, y vajillas de plata de origen mediterráneo (probablemente de Alejandría).  
El llamado «Tesoro de Bagram» es indicativo de intensos intercambios comerciales entre todos los centros culturales de la época clásica, puesto que el Imperio de Kushan promovió el comercio por tierra y mar, desde el Este hacia el Oeste. 
Sin embargo, las obras de arte encontradas en Bagram son básicamente de origen helenístico, romano, chino o indio, con indicaciones pequeñas de sincretismo cultural encontradas en el arte greco-budista.
La ciudad fue aparentemente abandonada después de las campañas del emperador de los sasánidas Sapor I, en el año 241.

## Arqueología
Algunas evidencias arqueológicas concernientes a Alejandría del Cáucaso fueron reunidas por  Charles Masson (1800-1853), un soldado y explorador de la Compañía Británica de las Indias Orientales. Halló monedas, anillos, sellos y otros objetos pequeños. En los años 30, Roman Ghirshman, mientras dirigía unas excavaciones cerca de Bagram, encontró cristalería egipcia y siria, estatuillas de bronce, estatuas y cuencos. Esto es una indicación de que las conquistas de Alejandro abrieron las puertas de India a las importaciones del Este.

## Actualidad

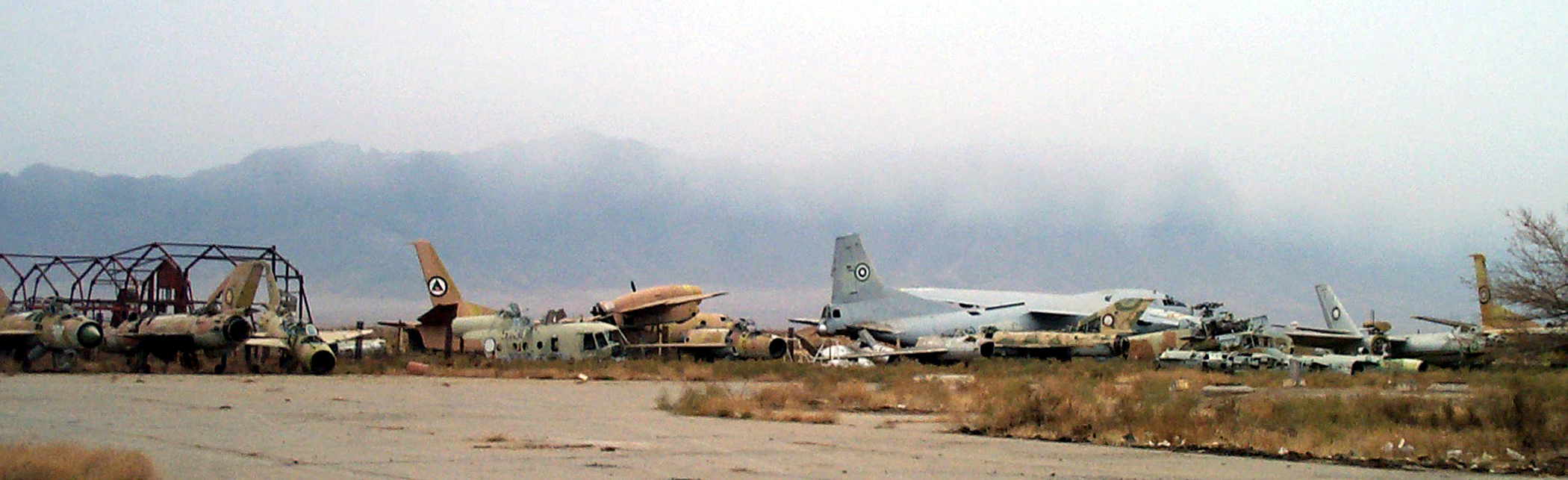
Restos de la base aérea soviética de Bagram.

Como otros tantos sitios históricos de Afganistán, Begram ha sido saqueado durante los años que siguieron al derrocamiento del régimen comunista. Muchos de sus monumentos históricos fueron destruidos durante el régimen de los talibán.
El aeródromo de Begram, que en los años 1980 fue una importante base del ejército soviético, alberga hoy en día la Base Aérea de Bagram, en la cual se desarrolla la mayor actividad aérea de los Estados Unidos en Afganistán.